# Psycopath
Psycopath è il nono album del cantautore svedese Nomy pubblicato il 25 luglio 2014.

## Tracce
1. Chaos – 4:05
2. Your Heart in My Hands – 4:35
3. Psychopath – 3:26
4. Long Way Down – 3:48
5. The Way You Fly – 4:56
6. Breathe Out – 3:40
7. I Killed You a Thousand Times – 4:13
8. Looking Back – 3:56
9. I Love You Diane – 4:37
10. I Hate You Diane – 3:38

Durata totale: 40:54